# Einstein–de Haas-hatás
Az Einstein–de Haas-hatás vagy Richardson-hatás (Owen Willans Richardson után) egy fizikai jelenség, amit Albert Einstein és Wander Johannes de Haas  írt le 1915-ben. Ez a leírás a mágnesesség, az impulzusnyomaték és az elemi részecskék spinje közötti kapcsolatról szól.

## Leírás
Az Einstein–de Haas-hatás a Barnett-hatás megfordításának tekinthető.
A hatást igazoló kísérlet a következő: egy vékony huzalra felfüggesztett, tekerccsel körülvett vashengert mágneseznek a tekercsen átfolyó árammal. Ekkor a vas mágneses dipólusai többnyire a külső mágneses tér irányába állnak be, ami csak úgy lehetséges, ha az atomi dipólusok impulzusmomentumai a külső tér irányába mutatnak. Az impulzusmomentumok vektorösszege ekkor már nem nulla, és mérhető forgás figyelhető meg. Az Einstein–de Haas-hatás azt demonstrálja, hogy a spin impulzusmomentuma egy forgó test impulzusmomentumához hasonló természetű, ahogy azt a klasszikus mechanikában megfogalmazták. Ez egy figyelemreméltó megállapítás volt, mivel az elektron spinje kvantált és nem lehetséges a klasszikus mechanika keretein belül leírni.